# 政和駅

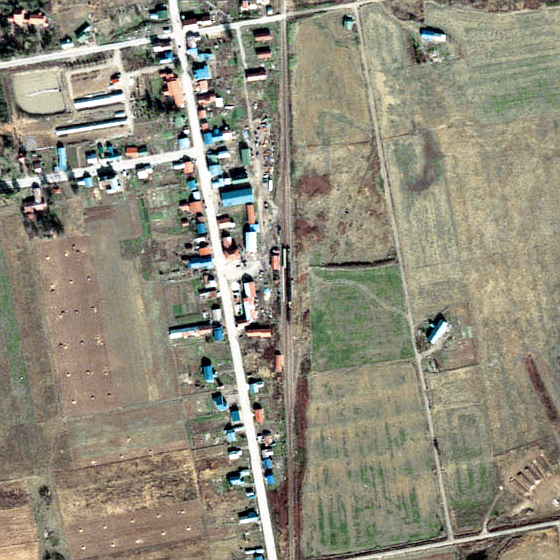
1977年の政和駅と周囲約500m範囲。上が朱鞠内方面。すでに駅舎反対側のホームは無く、駅舎横と駅裏への引込み線もはっきりしない。

政和駅（せいわえき）は、北海道（空知支庁）雨竜郡幌加内町政和にあった北海道旅客鉄道（JR北海道）深名線の駅（廃駅）である。事務管理コードは▲121408。

## 歴史
- 1931年（昭和6年）9月15日 - 鉄道省雨龍線幌加内 - 添牛内間開通に伴い開業[3][4][5]。一般駅[1]。
- 1931年（昭和6年）10月10日 - 線路名を幌加内線に改称、それに伴い同線の駅となる。
- 1941年（昭和16年）10月10日 - 線路名を深名線に改称、それに伴い同線の駅となる。
- 1949年（昭和24年）6月1日 - 日本国有鉄道に移管。
- 1982年（昭和57年）3月29日 - 貨物取扱い廃止[1]。
- 1984年（昭和59年）
  - 2月1日 - 荷物取扱い廃止[1]。
  - 11月10日 - 旅客扱い無人化[6]。運転要員は1986年3月まで引き続き配置。
- 1987年（昭和62年）4月1日 - 国鉄分割民営化によりJR北海道に継承[1]。
- 1995年（平成7年）9月4日 - 深名線の廃線に伴い廃止となる[1]。

### 駅名の由来
所在地名より。元々当地は「添牛内五線」と呼ばれており、開駅時点でも大字は「添牛内」の一部であった。
しかし、呼びにくいために当地には1922年（大正11年）に地元小学校長の発議により正和（しょうわ）という地名が付けられていた（命名は1927年（昭和2年）とも）。
開駅にあたっては、すでに留萠鉄道に「昭和駅」があり紛らわしいため政和（せいわ）と命名されることとなり、開業の5年後の1936年（昭和11年）に地区名も政和に改められた。

## 駅構造
駅舎は構内の西側に位置し、開業当初は駅舎前から深川方に設けられた単式ホーム1面1線と副本線1本を有した地上駅であった。
その後1947年までに、本線が上下2本に増やされて対向ホーム側が名寄側にずれた相対式ホーム2面2線を有する列車交換可能な交換駅となり、駅舎横には切り欠きホーム状の貨物ホームが作られて名寄方から貨物線用側線が分岐して引き込まれ、対向ホーム裏には留置線1本が敷かれた。また、留置線の深川方から駅裏土場前へ営林署専用線が分岐して敷かれた。営林署の専用線は1957年から1964年の間に廃止されている。
貨物取扱と交換設備運用の廃止後となった1983年（昭和58年）時点では、乗降設備は単式ホーム1面1線に戻り、使われなくなった対向ホーム側の旧上り本線は副本線に戻っていた（ホームは残存していた）。またその副本線の深川方から対向ホーム外側に、かつての留置線が名寄方向の分岐を切られて行き止まりの短い側線となって残っていた。
廃止時点で、副本線と旧対向ホーム、駅裏側側線は撤去され、単式ホーム1面1線と旧貨物ホームへの側線1線だけとなっていた。ホーム前後の線路は分岐の名残で湾曲していた。
無人駅となっていたが、有人駅時代の駅舎が残っていた。事務室部分だけがアルミサッシに変わった小さな木造駅舎で、有人駅時代には待合室に近所の主婦が作ったシャクナゲの造花が飾られていた。

## 利用状況
- 1981年度（昭和56年度）の1日乗降客数は21人[11]。
- 1992年度（平成4年度）の1日乗降客数は4人[14]。

## 駅周辺
駅前広場には楡の木と、並んで「幌加内町開基七十周年」記念塔が建てられていた。
- 国道275号（空知国道）
- 北海道道938号伊文政和線
- 政和簡易郵便局
- 幌加内町公民館 政和コミュニティセンター
- 雨竜川[15]
- 釜尻山 - 駅の西[15]。
- ジェイ・アール北海道バス深名線「政和」停留所

## 駅跡

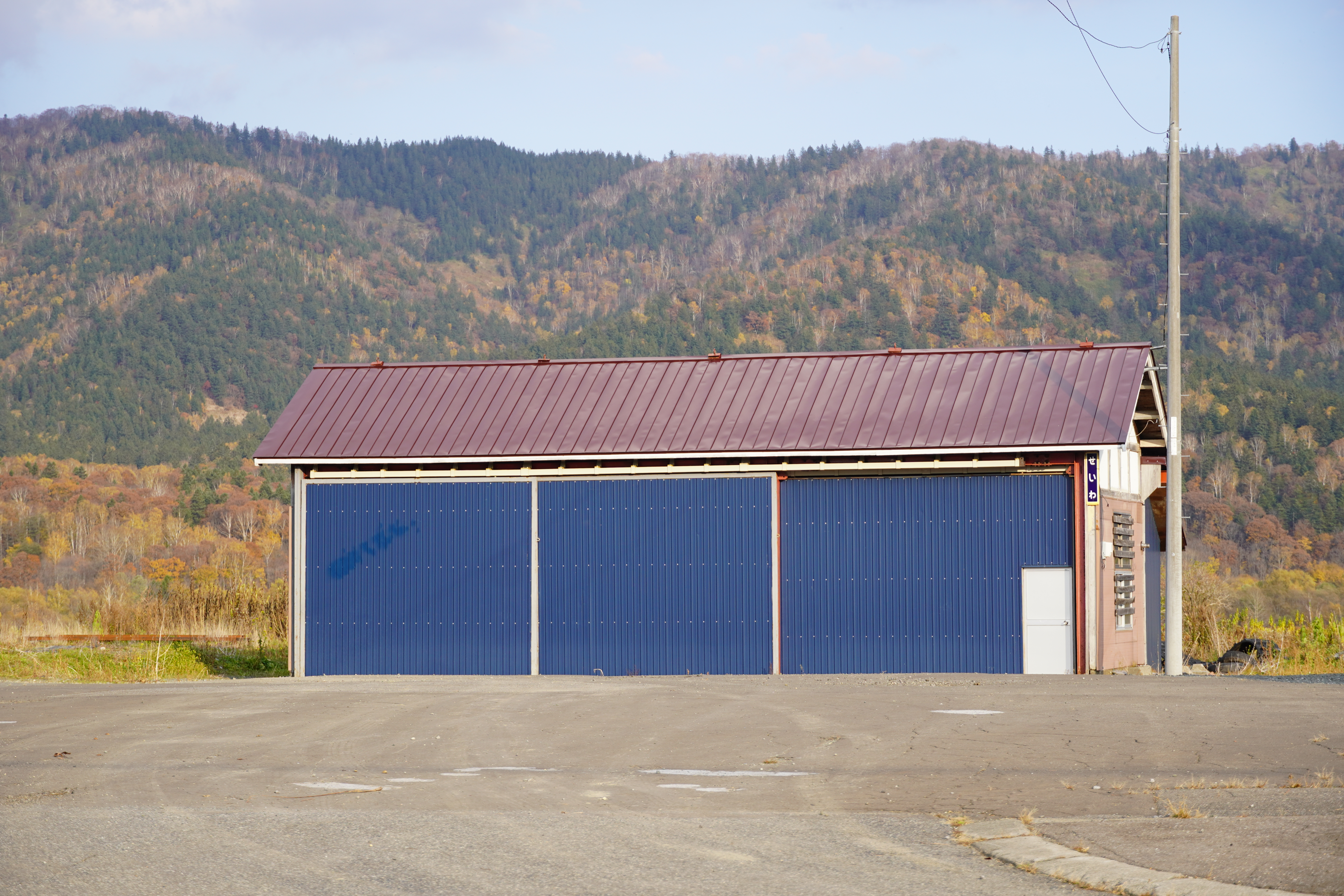
倉庫になった旧政和駅舎。

廃駅後、駅舎は当初の住居から空き家、そして物置として利用されていた。2000年（平成12年）時点では、駅舎は閉鎖状態で残存し、駅前の「幌加内町開基七十周年」の記念塔も残存していた。2002年（平成14年）時点でも同様で、外壁が多少劣化した程度であり、ホーム側は物置として再利用されていた。再利用者が転々とし、2003年（平成15年）夏には改装され食堂となった。2010年（平成22年）時点では食堂は夏期に営業が確認されている。現在は正面側を解体撤去して鉄骨補強した上でシャッターが設置され、農業用車庫として利用されている。

## 隣の駅
北海道旅客鉄道
深名線
上幌加内駅 - 政和駅 - 添牛内駅
かつて上幌加内駅と当駅との間に雨煙別駅と政和温泉駅（共に晩年は臨時駅）が存在した（共に1990年（平成2年）3月10日廃止）。また当駅と添牛内駅との間に新富駅が存在した（1990年（平成2年）9月1日廃止）。